# Elini
Elini – miejscowość i gmina we Włoszech, w regionie Sardynia, w prowincji Nuoro. Graniczy z Arzana, Ilbono, Lanusei i Tortolì.
Według danych na rok 2004 gminę zamieszkiwało 546 osób, 54,6 os./km².